# Un'Ambigua Utopia
Un'Ambigua Utopia è stato un collettivo attivo tra la fine degli anni Settanta e l'inizio degli anni Ottanta che si è occupato dei rapporti tra politica, fantascienza e immaginario, e che ha pubblicato l'omonima rivista. Fa parte dei gruppi che, a partire dal Movimento del 77, hanno lavorato all'interno del filone che si dedicava alla politica culturale. Il nucleo originale era composto da militanti della sinistra extraparlamentare di Milano e hinterland, per poi diffondersi a Genova e in altre città italiane. Il nome è ispirato al romanzo I reietti dell'altro pianeta di Ursula K. Le Guin (scrittrice e glottoteta), romanzo di cui un'ambigua utopia è il sottotitolo della traduzione italiana.

## Storia
La nascita dell’omonimo collettivo è stata favorita dalle polemiche seguite alla pubblicazione da parte della rivista Robot di un articolo di Remo Guerrini dedicato ai rapporti tra fantascienza e politica e alla denuncia di una forte presenza culturale dell'estrema destra italiana nel settore del fantastico. Una lettera alla rivista a firma di Giancarlo Bulgarelli e Danilo Marzorati (curatori di una rubrica dedicata alla fantascienza in una radio libera della Brianza) ha consentito al direttore di Robot, Vittorio Curtoni, di creare un collegamento tra loro e un altro militante di Milano che era interessato alla fantascienza, Giuliano Spagnul (che gli aveva confidato la volontà di creare una rivista di critica fantascientifica esplicitamente schierata a sinistra). Da questo nucleo iniziale, a cui si aggiungono Gerardo Frizzati, Marco Abate, Marco Dubini e l’illustratore Michelangelo Miani, nascerà, nel dicembre del 1977, il primo numero della rivista: sedici pagine ciclostilate nella sede di Avanguardia operaia in via Vetere a Milano, con una tiratura di 500 copie, distribuite nelle librerie democratiche e di movimento di Milano. I successivi tre numeri della rivista, stampati in offset, sono usciti nell’arco del 1978 con una tiratura tra le 2.000 e le 3.000 copie diffuse e vendute tramite le librerie democratiche di tutt’Italia, gli abbonamenti e le iniziative del collettivo.
Dal 1979 la rivista viene stampata in tipografia con una tiratura di 5.000 copie e distribuita anche in edicola. In questa nuova veste (64 pagine, tabloid su carta di pregio e copertina in cartoncino) usciranno 2 numeri nel 1979, 2 nel 1980 e un ultimo nel 1982.
L’adesione al collettivo nel 1978 da parte di Antonio Caronia darà un forte impulso culturale rompendo definitivamente i pur labili contatti con l'ambiente degli studi sulla fantascienza, che avevano caratterizzato gli esordi della rivista. L'esperienza del collettivo si diffonde rapidamente in altre città, soprattutto Genova, dove nasce la provocatoria Colonna Genovese di Un'Ambigua Utopia, il cui leader era Claudio Asciuti e che raccoglieva poeti e performer interessati al tema creativo della fantascienza, che, nel corso degli anni, si unì al Collettivo Crash, fondato da  Domenico Gallo, e che si occupava dello studio della fantascienza all'interno di una visione marxista: a Napoli nacque il Collettivo Pianeta Rosso, di cui facevano parte Nando Vitale, Antonio Fabozzi, Adolfo Fattori, Gianni Mammoliti e Sergio Brancato, distintosi per una serie di studi sulla presenza della fantascienza nell'immaginario contemporaneo.
La necessità di un lavoro critico sull’immaginario e le pratiche possibili a esso connesse porteranno il collettivo a promuovere diverse iniziative sul territorio: una festa di 3 giorni al Centro Sociale La Fornace di Milano, un convegno sul nucleare al Centro Culturale Puecher e il convegno Marx/z/iana al cinema Ciak, e Il gatto del Cheshire. Rassegna di teorie e pratiche della simulazione; oltre ovviamente a una serie di interventi/provocazioni ad alcune iniziative culturali come quello al convegno di Piacenza La produzione mentale (organizzato nel 1978 dagli intellettuali del giro di Alfabeta) o quello al 5º Convegno Europeo di Fantascienza (Eurocon) tenutosi a Stresa nel maggio 1980. Nel 1979 il collettivo ha curato la pubblicazione per l'editore Feltrinelli di una guida critica alla lettura della fantascienza, intitolata Nei Labirinti della Fantascienza. A seguito del successo del libro inizierà una collaborazione con la rivista Linus con una rubrica fissa a firma di "Un’Ambigua Utopia". Alla fine del 1980 alcuni membri del Collettivo costituirono una cooperativa che ha aperto la libreria La porta sull’immaginario, un'esperienza che si concluse dopo due anni.

## L'eredità culturale e politica
La storia di Un’Ambigua Utopia è legata alle vicissitudini del Movimento del 1977 di cui ha condiviso aspirazioni e destino. Il taglio critico, politicamente schierato, critico nei confronti della visione tradizionalista del genere fantascientifico (l’editoriale del primo numero promuoveva la necessità di distruggere la fantascienza) e le iniziative, di carattere spesso provocatorio e contestatario, che il collettivo ha promosso nell’arco della sua esistenza, ha fatto sì che trovasse un posto di un certo rilievo nella storia delle riviste alternative di quegli anni. Più controversa è invece la ricaduta nell'ambito degli studi sulla fantascienza, sulla cultura tecnologica e sull'evoluzione dei movimenti politici antagonisti che ha visto soprattutto Antonio Caronia promotore di numerose iniziative e collaborazioni. Se Giulia Ianuzzi non la ritiene un'esperienza fondamentale nella storia delle riviste di fantascienza italiane, il lavoro di Antonio Caronia, che copre un arco di circa trent'anni, è dedicato all'immaginario e alle sue forme letterarie, e suggerisce che sia il cyberpunk sia i successivi sviluppi della fantascienza abbiano mantenuto quel ruolo altamente strategico rispetto alla realtà di critica alla forma capitale e abbiano tracciato lo sviluppo del rapporto tra identità umana e modi di produzione. Inoltre, l'opera di Antonio Caronia chiarisce che è proprio l'immaginario uno dei terreni di scontro più aspri tra il capitale e i suoi antagonisti.
L'esperienza di Un’ambigua Utopia rimane quindi un punto fermo nella riflessione e negli studi sulle forme narrative dell'immaginario, pur coinvolgendo, assieme ad Antonio Caronia, una nuova compagine di attivisti e critici come Franco Berardi Bifo, Daniele Brolli, Fabio Malagnini, Loretta Borelli e Domenico Gallo. Nel 2008, a cura di Antonio Caronia e Giuliano Spagnul, l'editore Mimesis propone una ristampa in due volimi dei nove numeri storici della rivista sotto il titolo Un'Ambigua Utopia, Fantascienza, ribellione e radicalità negli anni '70. Nel 2024, a cura di German A. Duarte, l'editore DeriveApprodi pubblica "I reietti dell'altro pianeta!". Un'Ambigua Utopia e le società del futuro, che ripropone i testi pubblicati della rivista.
Nel giugno 2020, a opera di uno dei redattori storici della rivista, Giuliano Spagnul, e di un collettivo composto da militanti e allievi di Antonio Caronia, docente all’Accademia delle Belle Arti e alla Naba di Milano, tra cui Alberto Abo Di Monte, prende vita un numero 10 della rivista dedicato alla fine dell'uomo, riprendendone il nome e la numerazione. Nell'ottobre del 2011, su iniziativa di alcuni appartenenti al Collettivo Un'ambigua Utopia degli anni '70 e '80, come Patrizia Brambilla, Roberto Del Piano, Marco Dubini, Gerardo Frizzati, Domenico Gallo, Danilo Marzorati e Michelangelo Miani, viene costituita una redazione aperta a tutte le forme di critica e militanza che ritengono determinante l'analisi e la lotta anticapitalista all'interno dell'immaginario. Questo collettivo, che all'inizio vede la presenza di Laura Coci e, successivamente, la collaborazione di Stefano Carducci, Alessandro Fambrini e Michele Loffredo, ha ripreso la testata e la numerazione della rivista originale e, a partire dal numero 11, ha pubblicato tre fascicoli dedicati ai temi della distopia, dell'identità e alla narrativa della scrittrice italiana Daniela Piegai.
Dal 2021 è attivo il sito internet www.unambiguautopia.it
Nel 2023, l'editore di movimento Agenzia X ha pubblicato il volume Il fantasma della verità. Quarant'anni con Phlip K. Dick, firmato Un'ambigua Utopia e che fa riferimento al collettivo che ha pubblicato il numero 10 della rivista.